# 菲耶维尔莱米讷
菲耶维尔莱米讷（法語：Fierville-les-Mines，法語發音：[fjɛʁvil le min]）是法国芒什省的一个市镇，属于瑟堡区。

## 地理
菲耶维尔莱米讷（49°23'27"N, 1°40'10"W）面积7.44 平方千米，位于法国诺曼底大区芒什省，该省份为法国西北部沿海省份，西、北、东北三面环大西洋，东起顺时针与卡爾瓦多斯省、奧恩省、马耶讷省和伊勒-维莱讷省接壤。
与菲耶维尔莱米讷接壤的市镇（或旧市镇、城区）包括：贝讷维尔、勒梅尼勒、圣雅克德内乌、科唐坦地区圣莫里斯、圣皮耶尔达尔泰格利斯、滨海巴伊港、科唐坦地区布里克贝克。

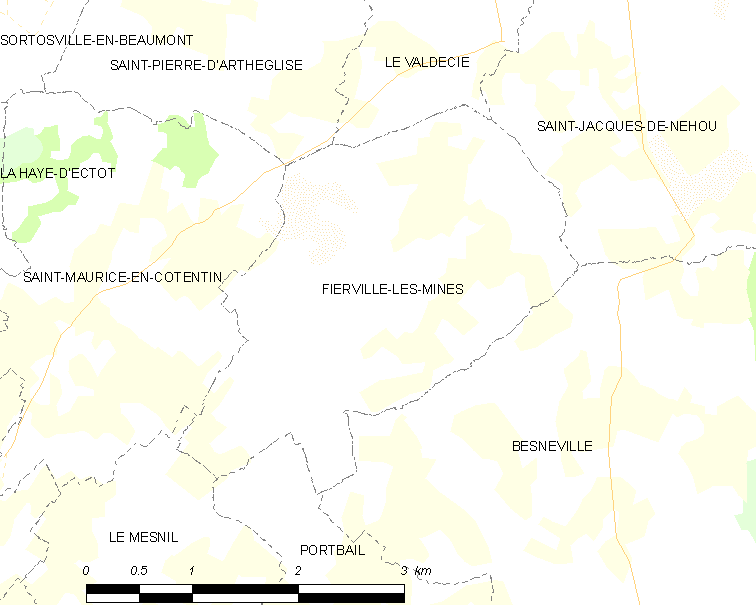
菲耶维尔莱米讷的OSM定位图

菲耶维尔莱米讷的时区为UTC+01:00、UTC+02:00（夏令时）。

## 行政
菲耶维尔莱米讷的邮政编码为50580，INSEE市镇编码为50183。

## 政治
菲耶维尔莱米讷所属的省级选区为莱皮约县。

## 人口

1962-2008年间菲耶维尔莱米讷人口变化图示

菲耶维尔莱米讷于2022年1月1日时的人口数量为349人。